# Europacupen i bandy 2002
Europacupen i bandy 2002 spelades i Archangelsk och Severodvinsk 22-24 november 2002 och vanns av HK Vodnik, som besegrade Sandvikens AIK med 3-2 i finalmatchen inför 8 500 åskådare i Archangelsk. HK Vodniks slutseger innebar att ett ryskt lag vann tävlingen för andra gången i rad.

## Grundserien
| Nr | Lag                     | S | V | O | F | +/-     | P |
| -- | ----------------------- | - | - | - | - | ------- | - |
| 1  | HK Vodnik, Ryssland     | 3 | 3 | 0 | 0 | 21 - 3  | 6 |
| 2  | Sandvikens AIK, Sverige | 3 | 2 | 0 | 1 | 10 - 7  | 4 |
| 3  | Tornio PV, Finland      | 3 | 1 | 0 | 2 | 12 - 17 | 2 |
| 4  | Mjøndalen IF, Norge     | 3 | 0 | 0 | 3 | 3 - 19  | 0 |

- 22 november 2002: HK Vodnik-Tornio PV 9-3 (Archangelsk)
- 22 november 2002: Sandvikens AIK-Mjøndalen IF 4-1 (Severodvinsk)
- 23 november 2002: Tornio PV-Mjøndalen IF 8-2 (Archangelsk)
- 23 november 2002: HK Vodnik-Sandvikens AIK 5-0 (Archangelsk)
- 23 november 2002: HK Vodnik-Mjøndalen IF 7-0 (Archangelsk)
- 23 november 2002: Sandvikens AIK-Tornio PV 6-1 (Severodvinsk)

## Slutspel

### Match om tredje pris
- 24 november 2002: Tornio PV-Mjøndalen IF 6-4 (Archangelsk)

### Final
- 24 november 2002: HK Vodnik-Sandvikens AIK 3-2 (Archangelsk)